# Selangor MPPJ
Selangor MPPJ (Selangor Majlis Perbandaran Petaling Jaya) est un club malaisien de football basé à Petaling Jaya.

## Palmarès
- Coupe de Malaisie
  - Vainqueur : 2003

- Supercoupe de Malaisie
  - Vainqueur : 2004

- Championnat de Malaisie D2
  - Champion : 2004